# Усть-Ямаровка
Усть-Ямаровка — село в Красночикойском районе Забайкальского края России. Входит в состав сельского поселения «Черемховское».

## География
Село находится в северо-восточной части района, в пределах правобережной части долины реки Чикой, на левом берегу реки Ямаровки, на расстоянии примерно 107 километров (по прямой) к северо-востоку от села Красный Чикой. Абсолютная высота — 898 метра над уровнем моря.
Климат
Климат характеризуется как резко континентальный. Средняя температура самого тёплого месяца (июля) составляет 14 — 16 °С (абсолютный максимум — 36 °С). Средняя температура самого холодного месяца (января) — −22 — −26 °С (абсолютный минимум — −53 °С). Годовое количество осадков — 350—500 мм.
Часовой пояс
Село Усть-Ямаровка находится в часовой зоне МСК+6. Смещение применяемого времени относительно UTC составляет +9:00.

## История
Основано в 1899 году.

## Население
| 1989 | 2002 | 2010 | 2021 |
| ---- | ---- | ---- | ---- |
| 73   | ↗76  | ↘72  | ↘49  |

Половой состав
По данным Всероссийской переписи населения 2010 года в гендерной структуре населения мужчины составляли 55,6 %, женщины — соответственно 44,4 %.
Национальный состав
Согласно результатам переписи 2002 года, в национальной структуре населения русские составляли 95 % из 76 чел.

## Улицы
Уличная сеть села состоит из двух улиц и одного переулка.